# FC Shakhtar-2 Donetsk
El FC Shakhtar-2 Donetsk (en ucraniano: Футбольний клуб Шахтар-2) fue un equipo de fútbol de Ucrania que alguna vez jugó en la Primera Liga de Ucrania, la segunda división de fútbol en el país.

## Historia
Fue fundado en el año 1949 en la ciudad de Donetsk con el nombre Shakhtar-D Donetsk como el principal equipo filial del FC Shakhtar Donetsk, y participó por los tiempos se la Unión Soviética en las divisiones regionales de Ucrania.
Tras la caída de la Unión Soviética se convirtieron en uno de los equipos fundadores de la Primera Liga de Ucrania como Shakhtar-2, aunque ese año descendió a la tercera división al terminar en el lugar 12 entre 14 equipos.
En 1993 cambia su nombre a Metallurg y un año después lo cambia por Garant Donetsk hasta regresar a su denominación original en 1995. El club sale campeón de la Segunda Liga de Ucrania en la temporada 1997/98 y regresa a la segunda categoría.
En las siguientes ocho temporadas estuvo en la Primera Liga de Ucrania donde su mejor ubicación fue en la temporada 1999/2000 en la que terminó en cuarto lugar, desapareciendo al finalizar la temporada 2005/06 para que sus jugadores jóvenes formaran a un nuevo equipo para que jugara específicamente en las divisiones juveniles y en la UEFA Youth League.

## Palmarés
- Segunda Liga de Ucrania: 1

1997/98

## Participación en competiciones internacionales
| Temporada | Torneo         | Ronda            | Club                | Resultado |
| --------- | -------------- | ---------------- | ------------------- | --------- |
| 2006      | Copa de la CEI | Fase de grupos   | FC Sheriff Tiraspol | 2-3       |
| 2006      | Copa de la CEI | Fase de grupos   | Dordoi-Dynamo Naryn | 1-0       |
| 2006      | Copa de la CEI | Fase de grupos   | HTTU Ashgabat       | 5-1       |
| 2006      | Copa de la CEI | Cuartos de final | FC Pyunik           | 1-3       |

## Temporadas en Ucrania
| Temporada | Liga        | Pos. | J  | G  | E  | P  | Goles | Pts | Copa  |
| --------- | ----------- | ---- | -- | -- | -- | -- | ----- | --- | ----- |
| 1992      | II Grupo B  | 12º  | 26 | 5  | 2  | 19 | 25−48 | 12  |       |
| 1992/93   | III         | 11º  | 34 | 10 | 12 | 12 | 33−30 | 32  | 1/16  |
| 1993/94   | III         | 17º  | 42 | 13 | 9  | 20 | 41−58 | 35  | 1/16  |
| 1994/95   | III         | 20º  | 42 | 10 | 7  | 25 | 37−71 | 37  | 1/128 |
| 1995/96   | III Grupo B | 9º   | 38 | 18 | 7  | 13 | 44-32 | 61  | 1/16  |
| 1996/97   | III Grupo B | 9º   | 32 | 10 | 11 | 11 | 43−39 | 41  | 1/64  |
| 1997/98   | III Grupo B | 1º   | 30 | 22 | 4  | 4  | 87−26 | 70  | 1/64  |
| 1998/99   | II          | 10º  | 38 | 15 | 7  | 16 | 51−44 | 52  |       |
| 1999/00   | II          | 4º   | 34 | 16 | 8  | 10 | 47−38 | 56  |       |
| 2000/01   | II          | 13º  | 34 | 13 | 4  | 17 | 31−39 | 43  |       |
| 2001/02   | II          | 11º  | 34 | 13 | 7  | 14 | 50−46 | 46  |       |
| 2002/03   | II          | 12º  | 34 | 11 | 9  | 14 | 33−40 | 42  |       |
| 2003/04   | II          | 10º  | 34 | 12 | 8  | 14 | 43−43 | 44  |       |
| 2004/05   | II          | 11º  | 34 | 13 | 5  | 16 | 45−53 | 44  |       |
| 2005/06   | II          | 11º  | 34 | 12 | 8  | 14 | 37−42 | 44  |       |

## Jugadores

### Jugadores destacados
| - Denis Anelikov - Sergey Gribanov - Ruslan Levih | - Oleg Matveev - Oleg Shandruk | - Vitaliy Abramov - Dmitry Kischenko |

## Entrenadores tras la Independencia
- Yevhen Korol (1992-94)
- Viktor Nosov (1994-96)
- Viktor Hrachov (1996-97)
- Yevhen Korol (1997-2001)
- Mykola Fedorenko (2001-02)
- Viktor Hrachov (2002-03)
- Mykola Fedorenko (2003-06)